# Chionaema arguta
Chionaema arguta är en fjärilsart som beskrevs av Max Wilhelm Karl Draudt 1914. Chionaema arguta ingår i släktet Chionaema och familjen björnspinnare. Inga underarter finns listade i Catalogue of Life.